# Ànec glacial
L'ànec glacial o moretó(Clangula hyemalis) és un ànec marí de talla mitjana i el darrer membre vivent del gènere Clangula.

## Descripció

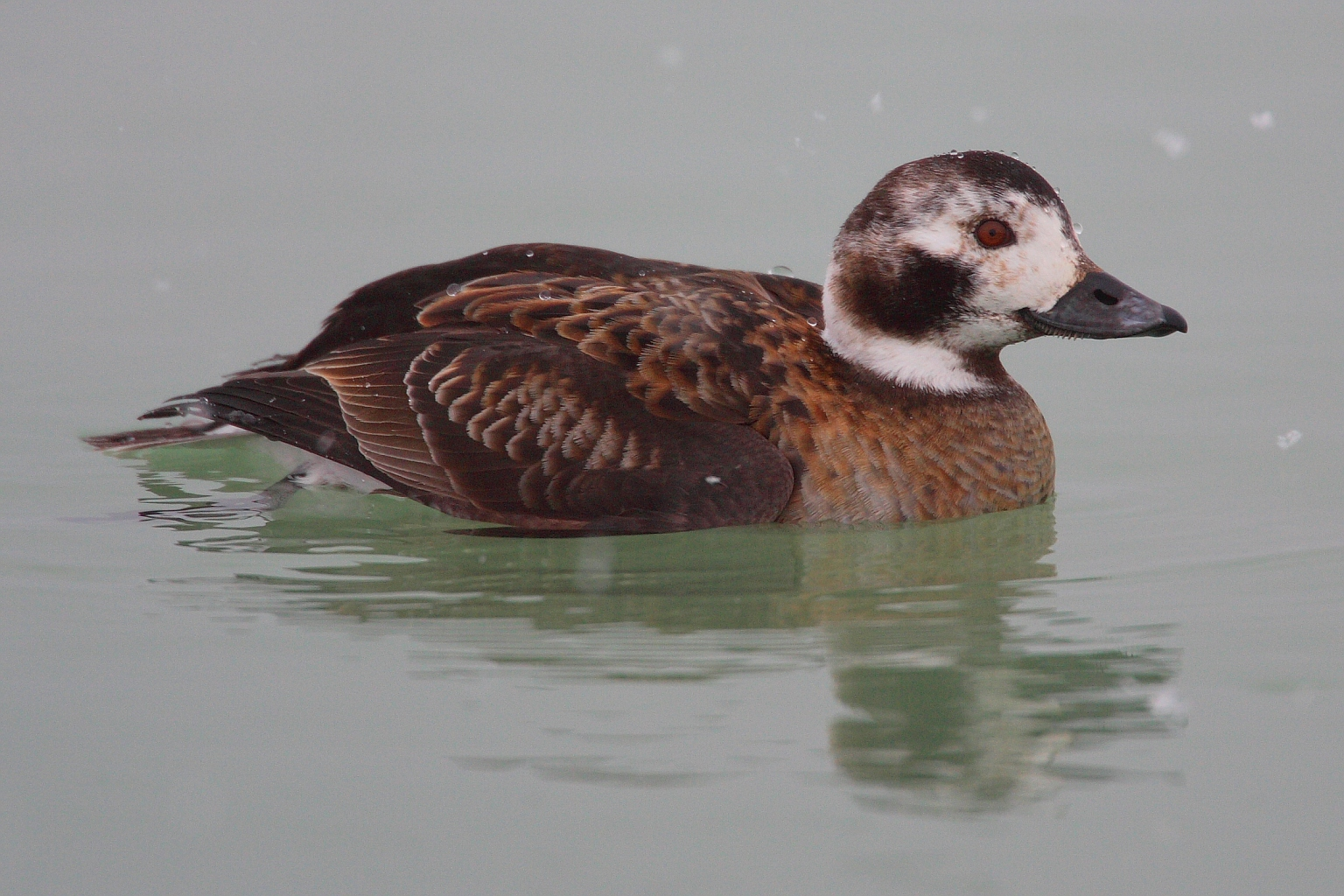
Femella

Els adults tenen les parts de sota blanques però la resta del plomatge experimenta una muda complicada. El mascle té una llarga cua en punta (de 10 a 15 cm).
El seu hàbitat de cria són els estanyols i aiguamolls de la tundra a Alaska, nord del Canadà, nord d'Europa i Rússia. El niu es troba a terra prop de l'aigua. Són ocells migradors i passen l'hivern a les costes est i oest de Nord-amèrica, als Grans Llacs, costa nord d'Europa i Àsia arribant aïlladament a la Mar negra. La zona més important d'hivernada és el Bàltic amb uns 4,5 milions d'individus.
Formen grans esbarts en la migració. S'alimenten de mol·luscs, crustacis i alguns peixos petits. S'alimenten normalment en superfície però poden capbussar-se fins a 60 m.
A Amèrica del nord abans es deien Oldsquaw, però el nom tenia connotacions indígenes pel natius nord-americans.
La Unió d'Ornitòlegs Americans (American Ornithologists' Union (2000) va establir que la consideració del que és políticament correcte no era suficient per canviar-ne el nom però finalment s'ha adoptat el mateix nom que a la Gran Bretanya de Long-tailed Duck.